# Избуцкий, Герман
Ге́рман Избу́цкий (1914—1942) — советский разведчик сети резидентур «Красная капелла». Оперативные псевдонимы: Боб, Люнетт, Очкарик.

## Биография
Родился в еврейской семье в Антверпене 19 мая 1914 года. Жил на улице Лангелеемстраат, 144, в этом же городе.
С 1939 года сотрудничал в группе Леопольда Треппера, Гуревича и обучался работе радиста под руководством Иоганна Венцеля.
В 1941 году оказывал услуги и группе Константина Ефремова (оперативный псевдоним Паскаль). К лету 1942 года успел создать собственную группу, но не успел начать в ней работу, так как в конце июля был арестован гестапо. Арестовали его после того как Ефремов, работавший под контролем немцев, устроил встречу с Морисом Пепером (псевдонимы «Вассерман» и «Голландец») в Брюсселе. На очной ставке с Анатолием Гуревичем он заявил: «Я вижу перед собой Кента, „маленького шефа“». Следователь спросил: «А кто же является „большим шефом“?» — «Жан Жильбер, который живёт сейчас в Париже». Герман Избуцкий был осуждён и казнён немцами.
Из воспоминаний Леопольда Треппера: 

Ещё более долгий боевой путь за плечами Германа Избуцкого (Боб) — другого члена нашей бельгийской группы. Он родился в Бельгии в 1914 году. С нами работает с 1939 года. Пламенный коммунист, он готов отдавать всё своё время делу борьбы. Мы превратили его в коммивояжёра «Красного оркестра». На своём трёхколёсном грузовом велосипеде он шныряет во всех направлениях, везде, даже в самых крохотных деревушках, завязывает нужные знакомства, выявляет заброшенные дома, находит новых связных.